# 圖拉真
图拉真，或譯圖雷真（Trajan, Marcus Ulpius Nerva Traianus，53年9月18日—117年8月9日），98–117年在位，為罗马帝国安敦尼王朝第二任皇帝，也是「五賢帝」中的第二位。他是前任皇帝涅爾瓦之養子，也是羅馬軍中的一位重要統帥。
圖拉真在53年出生於西班牙贝提卡的意大利迦，是第一位義大利以外出生的羅馬皇帝。他在位時立下顯赫的战功，使羅馬帝國的版圖在他的統治下達到了極盛。他曾經建立圖拉真柱記載自己的功績。元老院曾贈給他「最優秀的第一公民」（Optimus Prīnceps）的稱號。

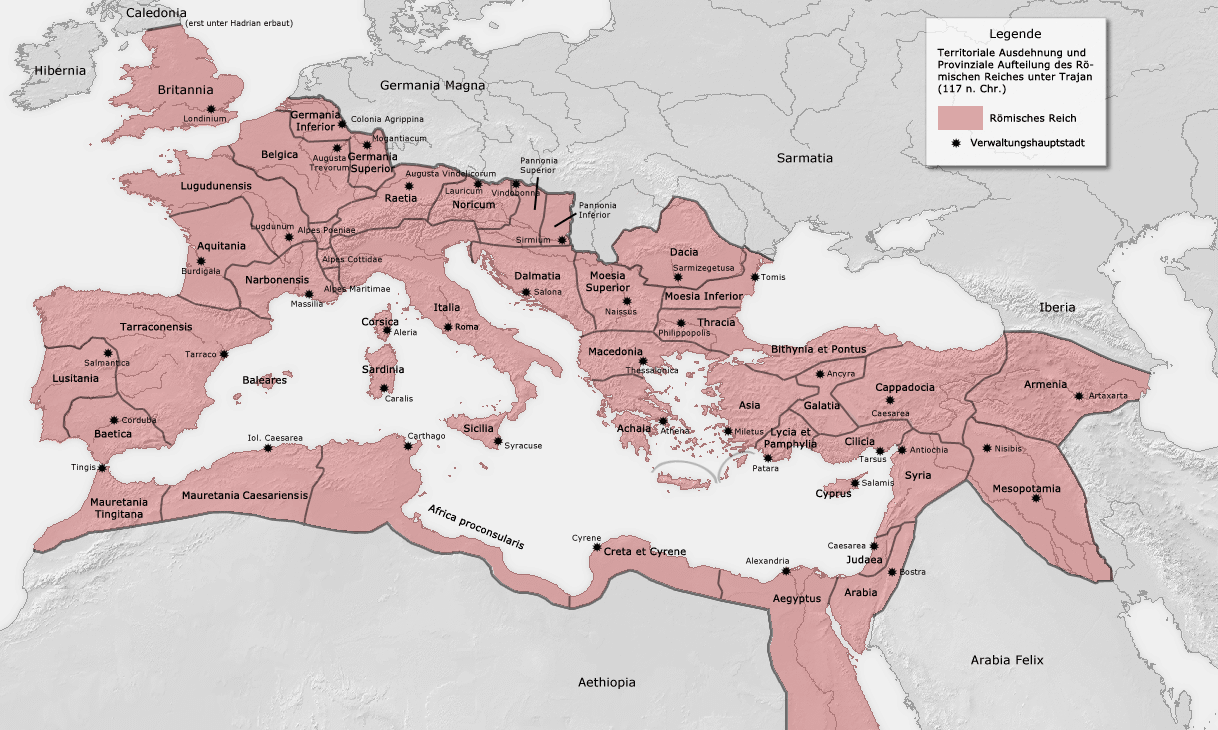
圖拉真時期的帝國疆域

## 對內政策
為了應付存在已久的各種內部矛盾，圖拉真採取了有效而溫和的手段改善弊政。他尊重元老院的地位，並擴大元老院的基礎，東方各行省的貴族得以參加元老院。為改善地方吏治，他以curatores為中央政府在地方的代表，控制地方財政，任命忠於職守的親信到行省擔任總督。他重視低下階層的生活，減輕人民的負擔，並提供貸款援助小農。為了阻止義大利的資金外流至行省，圖拉真頒佈《農地投資法》，規定元老院議員必須將總資產的三分之一投資於義大利。此外，他沿襲涅爾瓦所創行的辦法，以皇帝的個人收入在各地設立貧兒補助金（Alimenta），用以養育貧苦無依的孤兒。

## 對外政策

### 達契亞戰爭
圖拉真打破奧古斯都確立的傳統邊界，放棄羅馬帝國建立以來便一直沿用的守勢方針，重拾羅馬共和時期的侵略傾向。101年至102年和105年至106年，圖拉真曾兩次攻打多瑙河下游的達契亞人，推翻達契亞國王德凯巴鲁斯的統治。戰後達契亞成為羅馬的一個行省，大批羅馬士兵、貧民遷往重建後的達契亞行省。圖拉真柱就是為紀念圖拉真在達契亞戰爭所取得的勝利而建。

### 安息戰爭
其後，圖拉真將擴張的方向轉往亞洲，與羅馬帝國的東方勁敵──安息帝國（又譯帕提亞帝國）交戰。自公元前一世紀中葉以來，安息曾與羅馬交戰多次，雙方相持不下。安息曾在前53年擊敗由克拉蘇率領的羅馬軍隊，安東尼亦曾在前36年越過幼發拉底河進攻安息，但最終被迫退回幼發拉底河以西，並以此為界。105年至106年，圖拉真命令駐守敘利亞的羅馬軍團佔領巴勒斯坦與阿拉伯沙漠之間的大部分地區和西奈半島，建立阿拉伯行省。113年，圖拉真拒絕承認安息所扶植的亞美尼亞國王，並以此為藉口，親率大軍向安息大舉進攻。羅馬軍團佔領亞美尼亞後，隨即南下進攻兩河流域，攻下安息的首都泰西封。圖拉真在116年宣佈廢除安息國王歐斯羅埃斯一世（Osroes I）的王位，扶植帕尔塔玛斯帕特斯為羅馬控制的傀儡安息國王。三個行省在佔領地上建立：亞美尼亞行省、亞述行省和美索不達米亞行省。他的軍事行動成功將羅馬帝國的疆域擴至最大，東起兩河流域，西達不列顛的大部分地區，南至埃及、北非，北抵萊茵河和多瑙河以北的達基亞。
然而，圖拉真在亞洲西南部所取得的這些勝利只是曇花一現。115年，希臘-猶太裔之間的衝突在猶太行省演變為嚴重的猶太人騷亂，並逐漸蔓延到了有龐大猶太社群居住的埃及、昔蘭尼加以及塞浦路斯。圖拉真被迫從兩河流域回師鎮壓騷亂，並任命養子哈德良為安息戰爭的總指揮。但他在途中染疾，最後在117年8月病逝於小亞細亞南部的塞利努斯（Selinus）。圖拉真死後，哈德良很快放棄了他在兩河流域取得的勝利，羅馬帝國再次退回圖拉真開戰前的邊界。

## 繼承人
早在86年，圖拉真的堂弟過世後，圖拉真便收養堂弟遺下的兒子哈德良為養子，並將他的甥孫女「薩比娜（Sabina）」嫁給這位養子。圖拉真臨終前指定哈德良為繼承人。他死後不久，東方軍團在117年8月11日向哈德良宣誓效忠，事後元老院追認哈德良繼位為羅馬的「第一公民」。